# William Nassau de Zuylestein (1682-1710)

Wapen van Nassau-Zuylestein

William Nassau de Zuylestein (ca. 1682 – Almenara, 27 juli 1710), was de 2e graaf van Rochford. 
Nassau de Zuylestein was een zoon van William Nassau de Zuylestein (1649-1708) en Jane Wroth (1659–1703). Hij volgde in 1708 zijn vader op als 2e graaf van Rochford en heer van Zuylestein, Leersum en Waayenstein.
Hij sneuvelde tijdens de slag om het Catalaanse Almenara waarbij hij zij aan zij streed met Frans van Nassau-Ouwerkerk (1682-1719) een zoon van Hendrik van Nassau-Ouwerkerk. Er sneuvelen zo'n 400 man waaronder de beide Nassau's, graaf Frans van Nassau-Ouwerkerk wordt dodelijk getroffen door een kanonschot dat door eigen troepen werd afgeschoten.
Nassau de Zuylestein werd opgevolgd door zijn broer Frederik Nassau de Zuylestein (1684-1738) als 3e graaf van Rochford (1709-1738).

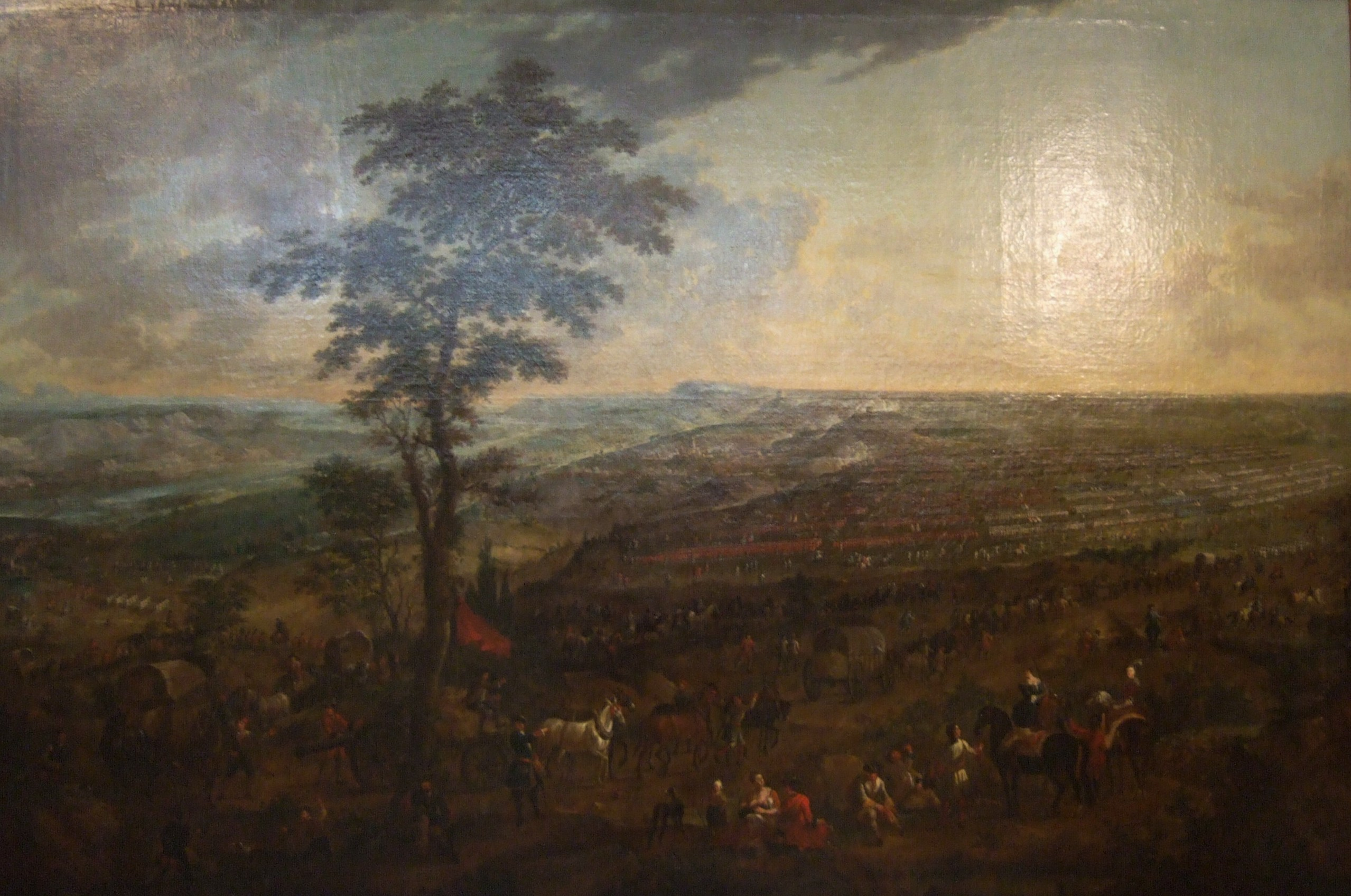
Slag bij Almenara 1710
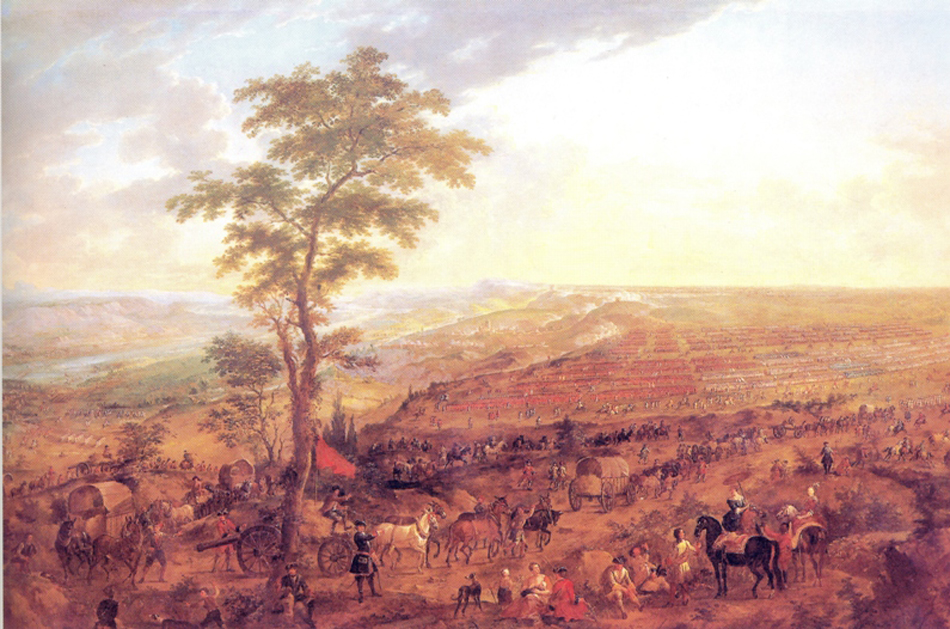
Slag bij Almenara 1710